# Albert Kölla
Albert Kölla (* 1889 in Stäfa; † 1988 in Zürich) war ein Schweizer Architekt des Neuen Bauens und der Heimatschutzarchitektur. 

## Leben und Wirken
Kölla wuchs in Stäfa am Zürichsee als Sohn des Fotografen Albert Heinrich Kölla auf und studierte Architektur an der ETH Zürich. Ab 1912 lebte er in Wädenswil und betrieb dort ein eigenes Architekturbüro für Neubauten und Renovationen. Den überwiegenden Teil seiner Bauten realisierte er in Wädenswil. Im Frühwerk noch dem Heimatstil und dem Neoklassizismus verpflichtet, wandte er sich ab den 1920er-Jahren dem Neuen Bauen zu. Sein Spätwerk orientiert sich dagegen am Landistil und an der zweiten Welle der Heimatschutzarchitektur. Kölla war ab 1934 Mitglied der Natur- und Heimatschutzkommission des Kantons Zürich.
Zu seinen bedeutendsten Werken zählt der so genannte «Seebau» der Tuchfabrik Pfenninger auf dem Giessen in Wädenswil. Er plante das Objekt zusammen mit Gustav Roth. Der 1919 bis 1920 erstellte schmucklose Industriebau verfügt über hohe Rechteckfenster, weiss gefasste Fassaden und ein Flachdach. Durch die aussenseitigen Ausführungen der Pfeiler konnte er im Innenraum potentiell störende Elemente nach aussen verlagern und zugleich die Fassadengestalt rhythmisieren. Das funktionalistische Bauwerk gilt als wichtiger Vorläufer des Neuen Bauens in Wädenswil.

## Werk (Auswahl)

### Neubauten

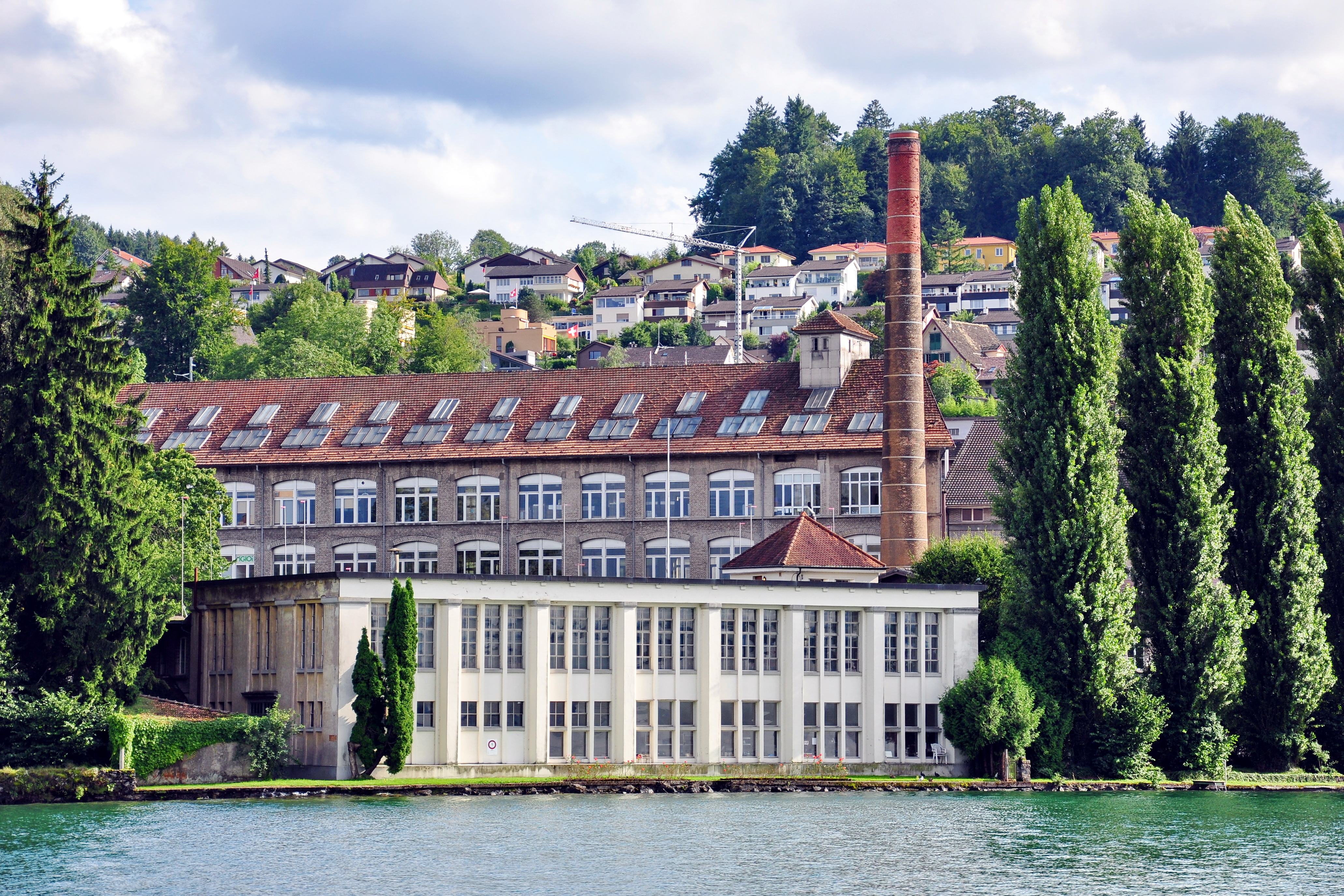
Tuchfabrik Pfenninger in Wädenswil: Im Vordergrund der «Seebau» von Albert Kölla aus dem Jahr 1920, im Hintergrund das Produktionsgebäude von Robert Maillart aus dem Jahr 1906

- Arbeiterhaus Etzelstrasse 57, Wädenswil, 1919.
- Arbeiterhäuser Zugerstrasse 65 und 79, Wädenswil, 1919.
- «Seebau» der Tuchfabrik Pfenninger, Wädenswil, 1919–1920 (zusammen mit Gustav Roth).
- Ferienheim «Mistlibüel», Hütten ZH, 1923.
- Landhaus «Seegut», Feldbach ZH, 1927–28.
- Genossenschaftshäuser Sonnmattstrasse 2–8, Wädenswil 1930 (zusammen mit Heinrich Bräm).
- Stadthaus «Krone», Wädenswil, 1932–33 (zusammen mit Heinrich Bräm).
- Geschäftshaus «Alte Sparkasse», Wädenswil, 1940.
- Genossenschaftshäuser, Weststrasse 5–7 und 6–10, Wädenswil, 1944.
- Genossenschaftshäuser Obere Weidstrasse 2–6, Wädenswil, 1947.
- Restaurant «Schmiedstube», Wädenswil, 1947–48.
- Kindergarten «Glärnisch», Wädenswil, 1950 (zerstört).

### Renovationen und Umbauten

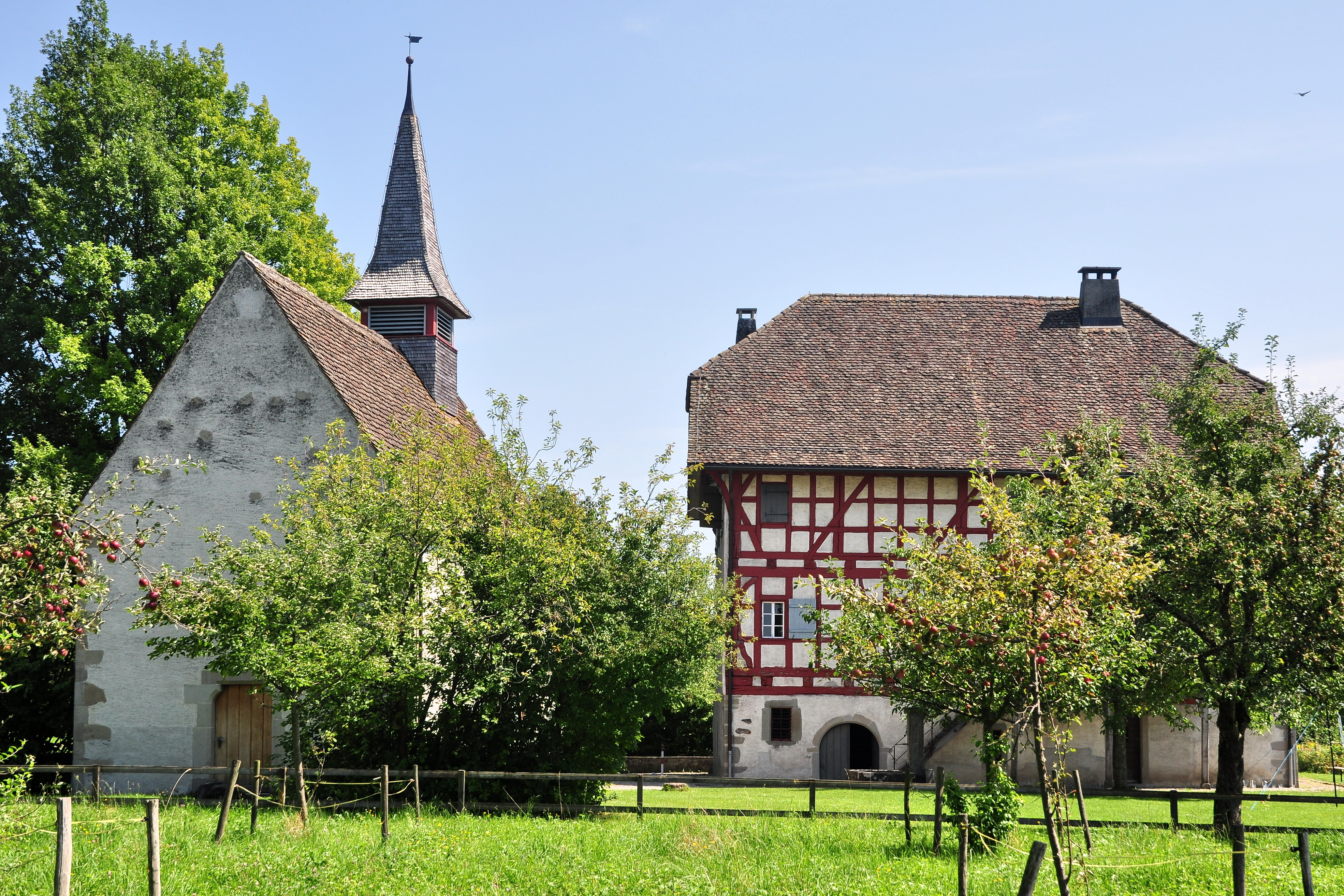
Kölla renovierte die Ritterhäuser und die Kapelle in Uerikon und gestaltete den Dachreiter

- Reformierte Kirche Stäfa, 1922 (innen) und 1926 (aussen).
- Reformierte Kirche Bauma, 1926.
- Reformierte Ritterhauskapelle Uerikon, 1946–47.
- Reformierte Kirche Wädenswil, 1951.
- Ritterhäuser Uerikon, 1952–55.